# Rouillac (Charente)
Rouillac ist eine französische Gemeinde mit 2.909 Einwohnern (Stand: 1. Januar 2022) im Département Charente in der Region Nouvelle-Aquitaine. Sie gehört zum Arrondissement Cognac und ist Verwaltungssitz des Gemeindeverbands Communauté de communes du Rouillacais.
Sie entstand mit Wirkung vom 1. Januar 2016 durch die Zusammenlegung der früheren Gemeinden Rouillac,  Plaizac und Sonneville, wodurch eine gleichnamige Commune nouvelle namens Rouillac gebildet wurde. Die ehemaligen Gemeinden verfügen in der neuen Gemeinde über den Status einer Commune déléguée. Der Verwaltungssitz befindet sich im Ort Rouillac.
Mit Wirkung zum 1. Januar 2019 wurde die bis dato selbstständige Gemeinde Gourville in die neu geschaffene, namensgleiche Commune nouvelle als neue Commune déléguée integriert.

## Gliederung
| Ortsteil                   | ehemaliger INSEE-Code | Fläche (km²) | Einwohnerzahl (2020) |
| -------------------------- | --------------------- | ------------ | -------------------- |
| Rouillac (Verwaltungssitz) | 16286                 | 29,28        | 1958                 |
| Gourville (seit 2019)      | 16156                 | 12,92        | .0632                |
| Plaizac                    | 16262                 | 03,98        | .0137                |
| Sonneville                 | 16371                 | 10,43        | .0213                |

## Geografie
Rouillac liegt etwa 22 Kilometer nordöstlich von Cognac und etwa 22 Kilometer nordwestlich von Angoulême am Fluss Nouère. Der Ruisseau l’Auge, hier „Le Sauvage“ genannt, bildet die natürliche Grenze zur nördlichen Nachbargemeinde Mons. Rouillac befindet sich am nordwestlichen Rand des Départements an der Grenze zum benachbarten Département Charente-Maritime.
Umgeben wird Rouillac von den neun Nachbargemeinden:
| Neuvicq-le-Château (Charente-Maritime) | Val-d’Auge Mons                             | Marcillac-Lanville |
| Mareuil                                | Kompassrose, die auf Nachbargemeinden zeigt | Genac-Bignac       |
| Sigogne                                | Vaux-Rouillac                               | Saint-Cybardeaux   |

## Sehenswürdigkeiten
| Name                   | Ort        | Bemerkungen                                                                                                | Bild |
| ---------------------- | ---------- | --- | ---- |
| Kirche Saint-Pierre    | Rouillac   | Romanische Kirche aus dem 12. Jahrhundert, seit 1910 als Monument historique klassifiziert                 |      |
| Schloss Lignères       | Rouillac   | 1872 von der Familie Rémy Martin erbaut                                                                    |      |
| Logis Boisbreteau      | Rouillac   | 16. Jahrhundert, heute Hotel                                                                               |      |
| Pfarrkirche Notre-Dame | Gourville  | Ehemaliges Priorat, 1686 erbaut                                                                            |      |
| Schloss Gourville      | Gourville  | Ursprünge aus dem 12. Jahrhundert                                                                          |      |
| Kirche Saint-Hippolyte | Plaizac    | Romanische Kirche mit Ursprüngen aus dem 12. Jahrhundert, seit 1987 als Monument historique eingeschrieben |      |
| Kirche Saint-Pierre    | Sonneville | 12. Jahrhundert, seit 1973 als Monument historique eingeschrieben                                          |      |

## Bildung
Die Gemeinde verfügt über
- eine öffentliche Vorschule,
- eine öffentliche Vor- und Grundschule (École primaire),
- eine öffentliche Grundschule (École élémentaire) und

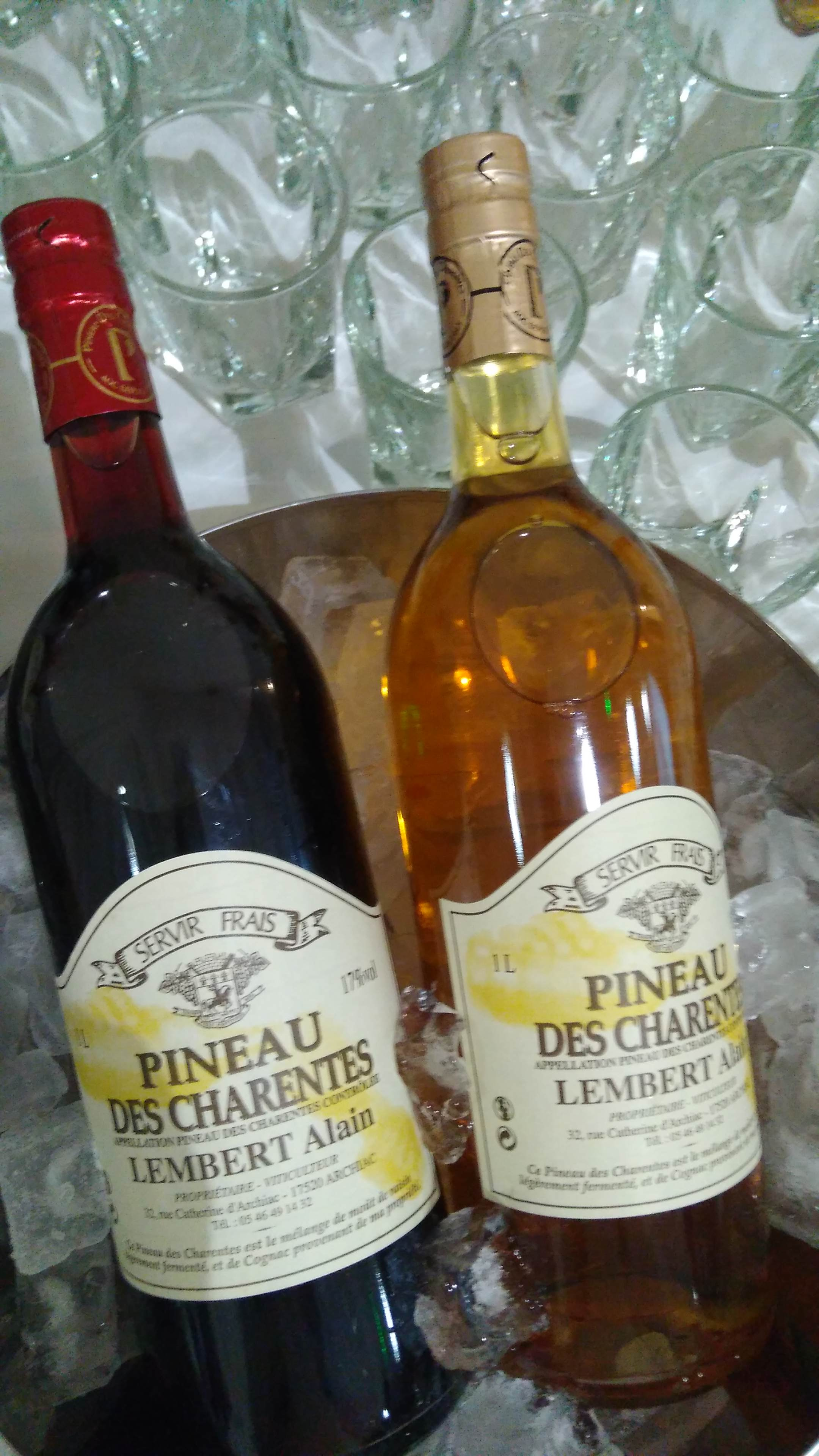
Pineau des Charentes rouge und blanc

- ein Collège „Claudie Haigneré“.[3]

## Wirtschaft
Rouillac liegt in den Zonen AOC
- der Buttersorten
  - Beurre Charentes-Poitou,
  - Beurre des Charentes und
  - Beurre des Deux Sèvres und
- des Pineau des Charentes, eines alkoholisches Getränks, das aus einer Mischung von Traubenmost und Eau de vie de Cognac hergestellt wird, in den Appellationen blanc, rosé und rouge.[4]

## Verkehr
Durch die Gemeinde führt die frühere Route nationale 139 (heutige D 939), die die Gemeinde mit Saint-Jean-d’Angély im Westen und mit Angoulême im Osten verbindet. Sie wird von der früheren Route nationale 736 (heutige D 736) im Zentrum der Gemeinde gekreuzt, die es mit Ruffec im Nordosten und mit Jarnac im Südwesten verbindet. Weitere regionale Straßenverbindungen bestehen mit den anderen Nachbargemeinden.

## Gemeindepartnerschaft
Mit der deutschen Gemeinde Wiesentheid in Bayern besteht seit 1972 eine Partnerschaft.